# Síndrome de Kallmann
Síndrome de Kallmann é uma disfunção hormonal, caracterizada e acompanhada pela alteração sensorial da percepção de cheiros. O doente fica sem olfato, o que, segundo algumas teorias pode interferir na atividade sexual de tais indivíduos.
Os neurônios do bulbo olfativo e os neurônios secretores de GnRH têm origem no epitélio nasal embrionário. Então devido a defeitos embrionários no bulbo olfativo surge uma baixa de produção de GnRH (hormônio liberador de gonadotrofina) e sem este hormônio não há estímulo nas gônadas (ovários e testículos). Os casos relacionados com a família apresentam vários padrões de penetrância, sendo o mais comum o autossómico recessivo e relacionado com o X (o que indicia o envolvimento genético de vários genes). Além dos casos relacionados com a família, também se reconhecem casos esporádicos (?). Muitos autores referem uma penetrância entre 1:10.000 e 1:80.000 no sexo masculino e no feminino de 1:50.000. A proporção masculino feminino é de cerca de 2:1, segundo os mesmos autores epidemiológicos.